# Poslanecký klub Svoboda a přímá demokracie
Poslanecký klub Svoboda a přímá demokracie v současném 9. volebním období Poslanecké sněmovny vznikl 12. října 2021 po volbách do Poslanecké sněmovny PČR v roce 2021. Klub tvoří 19 poslanců.
V průběhu volebního období 2021 až 2025 zatím došlo ke dvěma změnám ve složení klubu. Dne 7. dubna 2024 zemřel poslanec Jaroslav Bašta, kterého v Poslanecké sněmovně PČR nahradil Marcel Dlask, jenž se stal novým členem poslaneckého klubu. V červenci 2025 hnutí i klub opustil Jiří Kobza.
Po volbách roku 2017 měl klub 22 členů, ale hnutí a klub opustili poslanci Marian Bojko, Ivana Nevludová a Lubomír Volný, kteří přešli do hnutí Jednotní.

## Historie klubu
Klub vznikl 26. října 2017 v 8. období PSP ČR.
| Volby | Počet zvolených poslanců | Postavení klubu | Předseda klubu | Předseda hnutí |
| ----- | ------------------------ | --------------- | -------------- | -------------- |
| 2017  | 22/200                   | Opozice         | Radim Fiala    | Tomio Okamura  |
| 2021  | 20/200                   | Opozice         | Radim Fiala    | Tomio Okamura  |

## Složení poslaneckého klubu od roku 2021

### Vedení
| Funkce              | Jméno a příjmení |
| ------------------- | ---------------- |
| Předseda klubu      | Radim Fiala      |
| Místopředseda klubu | Radek Rozvoral   |

### Členové
| Jméno a příjmení   | Volební kraj         | Výbor     | Komise  | Delegace |
| ------------------ | -------------------- | --------- | ------- | -------- |
| Jaroslav Bašta     | Pardubický kraj      | ZAV       | SKBIS   | —        |
| Oldřich Černý      | Středočeský kraj     | ZEV       | SKRRP   | —        |
| Marcel Dlask       | Pardubický kraj      |           |         | —        |
| Jaroslav Dvořák    | Zlínský kraj         | VSR       | —       |          |
| Radim Fiala        | Olomoucký kraj       | ORGV, HV  | —       | SDMPU    |
| Jaroslav Foldyna   | Ústecký kraj         | VMZ       | SKGIBS  | —        |
| Jan Hrnčíř         | Jihomoravský kraj    | RV        | SKFAÚ   | —        |
| Zdeněk Kettner     | Ústecký kraj         | VVVKM     | SKÚČR   | —        |
| Radek Koten        | Kraj Vysočina        | VB        | SKKPO   | —        |
| Vladimíra Lesenská | Královéhradecký kraj | ÚPV, VSP  | VK      | —        |
| Karla Maříková     | Karlovarský kraj     | VŽP, VZ   | —       | —        |
| Tomio Okamura      | Moravskoslezský kraj | PV        | —       | —        |
| Marie Pošarová     | Plzeňský kraj        | VEZ, VSR  | SKCEÚ   | —        |
| Radek Rozvoral     | Středočeský kraj     | MIV       | SKNBÚ   | —        |
| Jan Síla           | Moravskoslezský kraj | RV        | —       | —        |
| Karel Sládeček     | Moravskoslezský kraj | VVVKM, HV | SKNÚKIB | —        |
| Lucie Šafránková   | Jihomoravský kraj    | VSP       | SKPKPS  | —        |
| Iveta Štefanová    | Jihočeský kraj       | ÚPV, VZ   | —       | —        |
| Radovan Vích       | Liberecký kraj       | KV, VO    | SKVZ    | —        |
| Vladimír Zlínský   | Zlínský kraj         | VEZ       | SKHH    | —        |